# 人民体育出版社
人民体育出版社，是1954年成立的一家中华人民共和国出版社，地址位于北京市东城区体育馆路8号。

## 概述
1954年人民体育出版社成立，是国家体育总局所属的新闻出版单位。主要负责出版中国体育工作的有关政策、法规，宣传体育事业的成就和体育先进人物的事迹；介绍运动生物学科、运动技术和体育知识、运动训练经验、工作方法和科研成果等。